# Cima di Entrelor
La Cima di Entrelor (pron. francese Antr-lor; in francese, Cime d'Entrelor - 3.430 m s.l.m.) è una montagna della Catena Grande Sassière-Tsanteleina nelle Alpi Graie. Si trova in Valle d'Aosta.

## Caratteristiche
La montagna è collocata sullo spartiacque tra la Valsavarenche e la Val di Rhêmes. Costituisce la vetta più a nord tra il Mont Taou Blanc e la Cima dell'Aouillé ed è la più frequentata delle tre. La prominenza topografica della montagna è di 70 m.

## Salita alla vetta
La via normale di salita alla vetta parte dal centro del capoluogo (Bruil) di Rhêmes-Notre-Dame, risale il sentiero della Alta via n°2 verso il Col de l'Entrelor, ma lo abbandona presso l'alpeggio di Plan-des-Feyes, dove si risalgono le morene che conducono al ghiacciaio e quindi alla cima.
Questo percorso è particolarmente frequentato e apprezzato  in inverno e in primavera dagli scialpinisti quando la copertura nevosa favorisce la progressione sulle morene ghiaiose che caratterizzano la seconda parte dell'itinerario.

## Protezione della natura
L'Entrelor fa parte del Parco Nazionale del Gran Paradiso.

## Punti di appoggio
- Rifugio città di Chivasso - 2.604 m
- Rifugio Albergo Savoia - 2.534 m